# 로버트 락웰

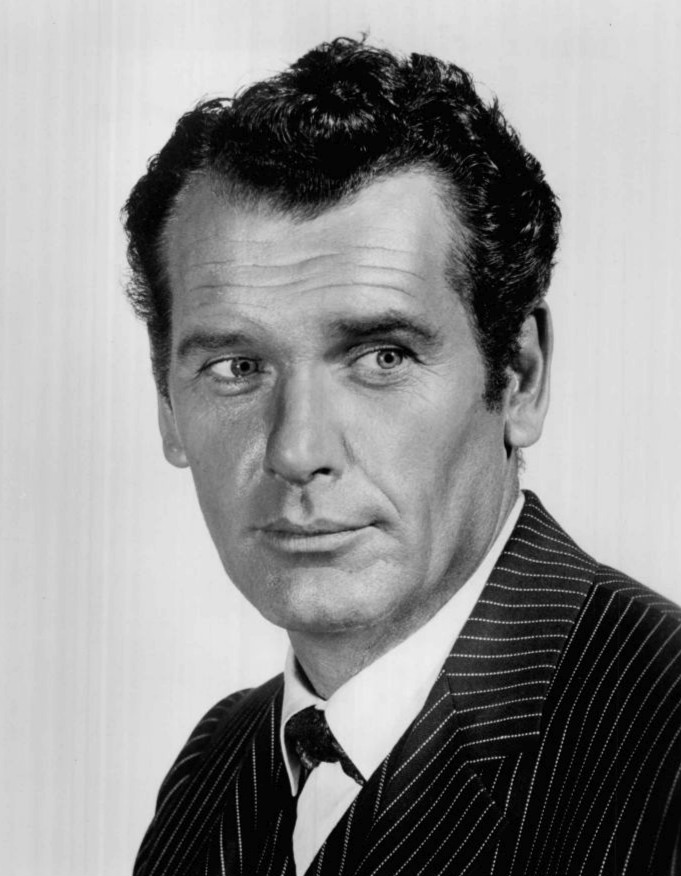

로버트 록웰(Robert Rockwell, 1920년 10월 15일 ~ 2003년 1월 25일)은 미국의 배우이다.
시카고에서 태어났으며 말리부에서 사망하였다. 사인은 암이다.

## 출연 작품
- 퍼펙트 알리바이 (1995, Perfect Alibi)
- 달려라 래시 (1954년)
- 우주 전쟁 (1953년)
- 프로그먼 (1951년)

### 텔레비전
- 다이너스티 (1981년)
- 달라스 (1978년)
- 신나는 개구쟁이 (1978년)
- 페리 메이슨 (1957년)
- 론 레인저 - 49년 시리즈 (1949년)